# Japalura
Japalura és un gènere de sauròpsids (rèptils) escatosos de la família dels agàmids que viu a Índia, Nepal, Xina i Myanmar.

## Taxonomia
El gènere Japalura inclou 7 espècies:
- Japalura andersoniana Annandale, 1905
- Japalura dasi (Shah & Kästle, 2002)
- Japalura kumaonensis (Annandale, 1907)
- Japalura major (Jerdon, 1870)
- Japalura sagittifera Smith, 1940
- Japalura tricarinata (Blyth, 1853)
- Japalura variegata Gray, 1853